# Empidonax affinis
Empidonax affinis là một loài chim trong họ Tyrannidae.